# Ivan Švertasek
Ivan Švertasek (Đurđenovac, 1922. – Zagreb, 2009.) bio je hrvatski slikar, keramičar, ilustrator te pedagog. Rođen je u Đurđenovcu 1922. godine te je preminuo 2009. u Zagrebu. Na Akademiji likovnih umjetnosti u Zagrebu diplomirao je 1946.
Poslijediplomski studij završio je 1947. u klasi profesora Ljube Babića. Bio je profesor Škole primijenjenih umjetnosti u Zagrebu cijeli svoj radni vijek (od 1951. do 1985.).

## Vanjske poveznice
http://www.kerameikon.com/clanovigal.php?what=1&tip=1&id=52&subgroupeid=52&bck=1